# Сільвестрівське
Сільве́стрівське —  село в Україні, в Костянтинівській сільській громаді Миколаївського району Миколаївської області. Населення становить 42 особи.

## Населення
Згідно з переписом УРСР 1989 року чисельність наявного населення села становила 45 осіб, з яких 18 чоловіків та 27 жінок.
За переписом населення України 2001 року в селі мешкали 42 особи.

### Мова
Розподіл населення за рідною мовою за даними перепису 2001 року:
| Мова       | Відсоток |
| ---------- | -------- |
| українська | 95,24 %  |
| російська  | 4,76 %   |